# III edició de la Mostra de València
La III edició de la Mostra de València, coneguda oficialment com a III Mostra de Cinema Mediterrani i Països de Llengües Romàniques, va tenir lloc entre el 4 i el 10 d'octubre de 1982 a València sota la direcció de Josep Enric Pons Grau, tot i que es va perllongar fins al dia 13 a causa del públic nombrós que no va poder acudir a les sessions inicials. A les quatre sales del Cine Martí, a l'AEC Xerea i a Valencia-Cinema es van projectar un total de 110 pel·lícules: 18 a la secció oficial, 46 a la secció informativa, 6 a la secció especial, 30 en la retrospectiva del neorealisme italià, 6 de Vittorio Gassman i 4 retrospectiva de la mostra. L'homenatge es va fer a Vittorio Gassman.

## Pel·lícules exhibides

### Secció oficial
- Tocat el cor de Gianni Amelio
- La vela incantata de Gianfranco Mingozzi
- El feixista, la pura i el merder de l'escultura de Joaquim Coll Espona
- Héctor, el estigma del miedo de Carlos Pérez Ferré
- L'Ombre rouge de Jean-Louis Comolli
- Le Pont du Nord de Jacques Rivette
- Aspern d'Eduardo de Gregorio
- 1922 de Nikos Kúnduros
- Beyroutou el lika de Borhane Alaouié
- Arais min kasab/Poupées de roseau de Jillali Ferhati
- L'empire des rêves de Jean-Pierre Lledo
- Pad Italije de Lordan Zafranović
- Variola Vera de Goran Marković
- Dhil al ardh de Taïeb Louhichi
- Al-’Awama Raqam 70 de Khairy Beshara
- At d'Ali Özgentürk
- Al Dhakira al Khasba de Michel Khleifi

### Secció informativa
- Faits divers de Badreddine Boutemene [5]
- Le Mariage de Moussa de Mefti Tayeb
- L'Homme qui regardait les fenêtres de Merzak Allouache
- Heretismi d'Andreas Konstantinidis
- Mutawi wa Bahija de Sahib Haddad
- Els bojos, bojos carrosses de Francesc Herrera
- Percusión de Josetxo San Mateo
- Recuerdos del último viaje de Fernando Calvo García
- Chassé-croisé d'Arielle Dombasle
- Jacques Brel de Frédéric Rossif
- La Chanson du mal-aimé de Claude Weisz
- Lettres d'amour en Somalie de Frédéric Mitterrand
- Morir a trenta anys de Romain Goupil
- Les Fantômes du chapelier de Claude Chabrol
- Oi dromoi tis agapis einai nyhterinoi de Frieda Liappa
- Elektrikos angelos de Thanasis Rentzis
- Roza de Christoforo Christofis
- To Ergostasio de Tassos Psarras
- Metropolis de Kostas Sphikas
- Ehrengard d'Emidio Greco
- Gli occhi, la bocca de Marco Bellocchio
- Il Marchese del Grillo de Mario Monicelli
- La Notte di San Lorenzo de Paolo i Vittorio Taviani
- Brahim Yash de Nabyl Lahlou
- Trances d'Ahmed El Maânouni
- Le Malheur des uns… d'Omar Amiralay
- Libnan, ayyan zaman/Liban d'autrefois de Randa Chahal Sabbagh
- Khatwa, khatwa de Randa Chahal Sabbagh
- Fim de Estação de Jaime Silva
- A Estrangeira de João Mário Grilo
- Traversées de Mahmoud Ben Mahmoud
- Bir Günün Hikayesi de Sinan Çetin
- Adak d'Atıf Yılmaz
- Yol de Şerif Gören i Yılmaz Güney
- Petrijin venac de Srđan Karanović
- Gazija de Nenad Dizdarević
- Banović Strahinja de Vatroslav Mimica
- Nasvidenje v naslednji vojni de Živojin Pavlović
- Partizanska eskadrila de Hajrudin Krvavac

### Retrospectiva neorealisme italià
- Arròs amarg (1948) de Giuseppe De Santis[6]
- Caccia tragica (1947) de Giuseppe De Santis[7]
- El lladre de bicicletes (1948) de Vittorio De Sica
- Senso (1954) de Luchino Visconti
- Roma, ciutat oberta (1945) de Roberto Rossellini
- Obsessió (1943) de Luchino Visconti
- 4 passi fra le nuvole (1942) d'Alessandro Blasetti
- I bambini ci guardano (1944) de Vittorio De Sica
- Paisà (1946) de Roberto Rossellini
- Sciuscià (1946) de Vittorio De Sica
- Alemanya, any zero (1946) de Roberto Rossellini
- L'amore (1947) de Roberto Rossellini
- La terra tremola (1948) de Luchino Visconti
- Vivere in pace (1948) de Luigi Zampa
- Il mulino del Po (1949) d'Alberto Lattuada
- Il cammino della speranza (1950) de Pietro Germi
- Cronaca di un amore (1950) de Michelangelo Antonioni
- Llums de varietats (1950) d'Alberto Lattuada i Federico Fellini
- Cielo sulla palude (1949) d'Augusto Genina
- Miracle a Milà (1952) de Vittorio De Sica
- Atenció! Bandits! (1951) de Carlo Lizzani
- Bellíssima (1951) de Luchino Visconti
- Due soldi di speranza (1952) de Renato Castellani
- Roma ore 11 (1952) de Giuseppe De Santis
- Umberto D. (1952) de Vittorio De Sica
- L'amore in città (1952) de Michelangelo Antonioni, Federico Fellini, Alberto Lattuada, Carlo Lizzani, Francesco Maselli, Dino Risi i Cesare Zavattini
- Il sole negli occhi (1953) d'Antonio Pietrangeli

### Retrospectiva Vittorio Gassman
- I soliti ignoti (1958) de Mario Monicelli
- La grande guerra (1959) de Mario Monicelli[8]
- Il sorpasso (1962) de Dino Risi
- Brancaleone alle crociate (1970) de Mario Monicelli
- L'udienza (1972) de Marco Ferreri
- Quintet de Robert Altman

## Jurat
Fou nomenat president del jurat Pierre-Henri Deleau i la resta de membres foren Khémais Khayati, Rajko Grlić, Fernando Lara Bosch, Vicent Vergara, Liazid Khodja, Dario Puccini, Vittorio Giacci, Juan Marsé, Jocelyne Saab, Jorge Semprún i Emilio Soler Pascual.

## Premis
Les pel·lícules guardonades foren les següents:
- Gran Premi: 
  - Arais min kasab/Poupées de roseau de Jillali Ferhati
  - Pad Italije de Lordan Zafranović
- Segon premi: Dhil al ardh de Taïeb Louhichi
- Tercer premi: At d'Ali Özgentürk
- Mencions especials:
  - Ovidi Montllor per Héctor, el estigma del miedo
  - Gianfranco Mingozzi per la posada en escena de Colpire al cuore
  - Goran Marković per Variola Vera